# Middelalderdage
Middelalderdage er et middelaldermarked, der afholdes hvert år i uge 29 på Voergaard Slot, med udgangspunkt i levendegørelse af historien omkring biskop Stygge Krumpen, samt hans vedsoverske (dvs. elskerinde) Elsebeth Gyldenstjerne (år 1533). 
Omkring det centrale skuespil er der ridderturneringer, middelaldermarked, gøgl, musik, våbendemonstrationer og man kan spise middelalderretter ved bispens taffel. 
Det er foreningen Voergaard Levende Historie der arrangerer middelalderdagene.